# Sexual Freedom Coalition
La Sexual Freedom Coalition o SFC (Coalición por la libertad sexual) es una coalición de grupos y organizaciones fundada en 1996 que aboga por la reforma de la legislación británica en materia de sexualidad. 
La SFC es altamente inclusiva en materia de discapacidad, y sus eventos sirven a menudo de recaudación para The Outsiders, un grupo de autoayuda para personas con discapacidad fundado en 1979 por Tuppy Owens, presidenta de la junta directiva de la SFC.

## Historia
Durante la década de 1980 se desarrolló en ciudades como Londres una cultura de clubes, estilos de vida bohemios y subculturas creativas que llevaron a la esfera pública el cuestionamiento de nociones de lo que Matthew Waites describe como la "fijedad" de orientación sexual y prácticas sexuales. El ostracismo público hacia ciertos comportamientos sexuales, que al mismo tiempo fueron asociados con la expansión de la por entonces recientemente descubierta epidemia del sida, alcanzó una cima en 1991 con el «Caso Spanner», 
en el cual quince sadomasoquistas fueron acusados de asalto, a pesar de que todos ellos habían consentido en la práctica y que sus lesiones eran menos serias que las que se puedan dar en un partido de rugby. 
Cinco de ellos fueron a prisión.
La situación condujo a encendidos debates y a la formación de grupos de presión como la Sexual Freedom Coalition de la doctora Tuppy Owens, 
escritora, terapeuta y pionera en el activismo por la libertad sexual. Owens fundó en 1979 un grupo de autoayuda para personas con discapacidad que buscan pareja, Outsiders.
La Sexual Freedom Coalition se formó en Londres, en abril de 1996, en respuesta a lo que entendían como una «oleada de represión del Estado en el Reino Unido» que se manifestaba en ataques a los clubes de intercambio de pareja y clubes fetichistas y en la interrupción forzosa del décimo aniversario del Sex Maniac’s Charity Ball (Baile de Caridad de sexomaníacos). Se organizó una marcha en Londres, que partió del Soho y terminó en el 10 de Downing Street, donde se presentó una petición, «Sex Please We’re British» (Sexo por favor, somos británicos) al entonces primer ministro.

## Objetivos
La Sexual Freedom Coalition considera que Gran Bretaña tiene decenas de leyes que restringen la actividad sexual, algunas con cientos de años de antigüedad, y que muchas se contradicen entre sí. Aunque un buen número de ellas ya casi no se aplican, siguen vigentes y «uno nunca sabe cuando alguien va a ser atrapado», situación que consideran «arbitraria e injusta». Entre los temas que abordan están la orientación sexual, la pornografía, la prostitución, el fetichismo, el sadomasoquismo o la sexualidad de personas con discapacidad. Hacen campaña porqué «el placer sexual sea tratado con seriedad, los trabajadores sexuales sean respetados, las personas puedan hacer, ver y disfrutar de todo lo que elijan, siempre y cuando se trate de adultos y sea consensual.»
En 1998 Tuppy Owens, directora de la SFC, participó en un debate sobre pornografía en la Oxford University Union, donde defendió sus beneficios para la sociedad: sugirió que actúa como una válvula de seguridad; es útil en terapias sexuales, es educacional y enriquece la vida sexual.